# A Walk to Remember
A Walk to Remember — дебютный мини-альбом южнокорейской певицы Юны. Был выпущен в цифровом и физическом виде 30 мая 2019 года лейблом S.M. Entertainment, в честь 29-го дня рождения (30-го по восточноазиатскому счёту возраста) певицы. Заглавный сингл «Summer Night» был записан с участием инди-певца 20 Years of Age.

## Предпосылки и релиз
24 мая было объявлено, что Юна выпустит свой первый мини-альбом A Walk to Remember с заглавным треком «Summer Night» 30 мая 2019 года.
С 22 по 27 мая были выпущены фототизеры, тизер клипа «Summer Night» был выпущен 27 мая.
Альбом вместе с клипом были выпущены 30 мая.

## Синглы
Песня «Deoksugung Stonewall Walkway» с участием 10 cm была выпущена 11 марта 2016 года в рамках проекта SM Station Season 1.
Песня «When the Wind Blows» была выпущена 8 сентября 2017 года в рамках проекта SM Station Season 2.
Песня «To You» была выпущена 13 мая 2018 года. «To You» была написана Юной и спродюсирована Ли Сан-Суном во время шоу Hyori's Homestay 2.

## Коммерческий успех
«A Walk to Remember» дебютировал на 3 строчке в чарте альбомов Gaon Он также дебютировал на 47 строчке в Billboard Japan's Top Download Albums..

## Список композиций
| №  | Название                                                             | Текст песни                   | Музыка                | Arrangement                  | Длительность |
| -- | -------------------------------------------------------------------- | ----------------------------- | --------------------- | ---------------------------- | ------------ |
| 1. | «Deoksugung Stonewall Walkway» (덕수궁 돌담길의 봄 [featuring 10cm]) | Marco, Kwon Jung-yeol         | Marco                 | Marco                        | 3:16         |
| 2. | «Summer Night» (여름밤 [featuring 20 Years of Age])                  | Foresko, Heo Sang-eun         | Foresko, Heo Sang-eun | Foresko, Heo Sang-eun        | 4:01         |
| 3. | «When The Wind Blows» (바람이 불면)                                  | Im Yoon-ah, Conan (Rocoberry) | Conan (Rocoberry)     | Conan (Rocoberry)            | 3:46         |
| 4. | «To You» (너에게)                                                    | Im Yoon-ah                    | Lee Sang-soon         | Lee Sang-soon, Cho Yoon-sung | 4:35         |
| 5. | «Promise»                                                            | Godak                         | Godak, Park Tae-jin   | Godak, Park Tae-jin          | 3:32         |

## Чарты
| Чарты (2019)                            | Пиковые позиции |
| --------------------------------------- | --------------- |
| South Korean Albums (Gaon)              | 3               |
| South Korean Albums (Gaon) (Kihno ver.) | 20              |
| США (Billboard World Albums)            | 13              |

### Продажи
| Регион                  | Продажи |
| ----------------------- | ------- |
| South Korea             | 49,862  |
| South Korea (kihno ver) | 3,355   |